# ويليام ميلر (لاعب كريكت)
ويليام ميلر (9 مارس 1905 في أستراليا - 24 يونيو 1974) (بالإنجليزية: William Miller)‏ هو لاعب كريكت أسترالي.

## وصلات خارجية
- ويليام ميلر على موقع إي آس بي آن كريك إنفو (الإنجليزية)